# Акша (приток Тёши)
А́кша (устар. Икша, Авша) — река в Нижегородской области России, протекает в Дивеевском и Арзамасском районах. Устье реки находится на высоте 117 м над уровнем моря в 214 км по левому берегу реки Тёша.
Длина реки составляет 28 км, площадь бассейна — 303 км².
Исток реки в Дивеевском районе у села Ореховец в 23 км к юго-западу от центра города Арзамас. Река течёт на северо-восток, затем на север. Вскоре после истока перетекает в Арзамасский район. Протекает село Пушкарка, деревни Исупово и Сальниково и крупное село Новый Усад. Впадает в Тёшу на южных окраинах Арзамаса.

## Данные водного реестра
По данным государственного водного реестра России относится к Окскому бассейновому округу, водохозяйственный участок реки — Тёша от истока и до устья, речной подбассейн реки — Бассейны притоков Оки от Мокши до впадения в Волгу. Речной бассейн реки — Ока.
Код объекта в государственном водном реестре — 09010300212110000030526.